# Maxwell Gordon Lightfoot

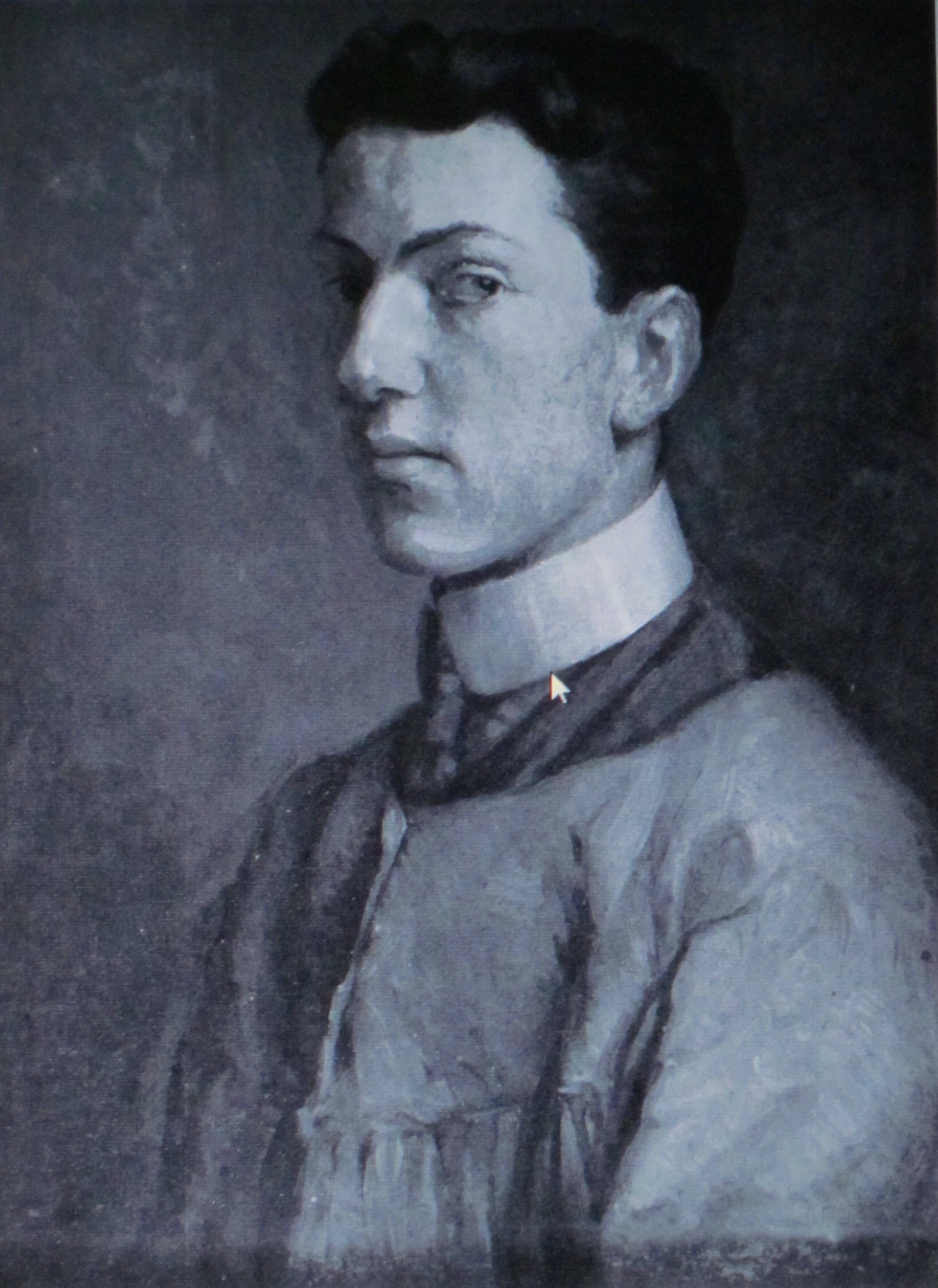
Maxwell Gordon Lightfoot, 'Autoritratto in blusa e colletto alto', (1904ca)

Maxwell Gordon Lightfoot (Liverpool, 19 luglio 1886 – Primrose Hill, 27 settembre 1911) è stato un pittore britannico, conosciuto soprattutto per i suoi paesaggi pastorali e per le composizioni di figure color seppia.

## Biografia

### La giovinezza
Maxwell Gordon Lightfoot era il secondo dei cinque figli di William Henry Lightfoot, un agente di assicurazione e rappresentante di commercio, e di sua moglie Maxwell Gordon Lindsay. Il figlio, cui fu imposto lo stesso nome della madre, nacque in Granby Street, a Liverpool, il 19 luglio 1886.

Nel 1901 la famiglia si trasferì a Helsby in Cheshire e il figlio, allora quindicenne, iniziò la sua formazione artistica alla Chester Art School (1901-1902). Nel 1905 la famiglia tornò a Liverpool, dove il ragazzo iniziò a frequentare i corsi serali presso la scuola Sandon Terrace Studios, allora gestita dall'artista Gerald Chowne. Contemporaneamente Lightfoot si impiegò come apprendista cromolitografo presso la tipografia 'Turner e Dunnett', specializzati nella stampa di cataloghi commerciali. Nel frattempo continuava a dipingere e un suo lavoro fu esposto alla Liverpool Autumn Exhibition del 1907.

### La formazione scolastica
Nello stesso 1907, Lightfoot, seguendo il consiglio di Chowne, si trasferì a Londra per studiare sotto Henry Tonks presso la Slade School of Fine Art, dove fece amicizia, tra gli altri, con Christopher R.W. Nevinson, Stanley Spencer, Mark Gertler e Edward Wadsworth.

Come studente della Slade School, Lightfoot mostrò un grande talento e nei due anni in cui la frequentò vinse numerosi premi, tra cui il primo premio sia nella pittura di figura che di ritratto e il premio nella Summer Composition Competition.

Nel dicembre 1909 Lightfoot abbandonò la Slade School. Iniziò a dipingere soprattutto paesaggi pastorali e composizioni di figure, spesso utilizzando inchiostro marrone, che gli permetteva di creare illustrazioni color seppia drammatiche e leggermente sinistre. Realizzò anche una serie di ritratti sensibili e ben realizzati sul tema della  'madre con il bambino' , argomento che cominciò a dominare la sua arte.

### Il profilo artistico

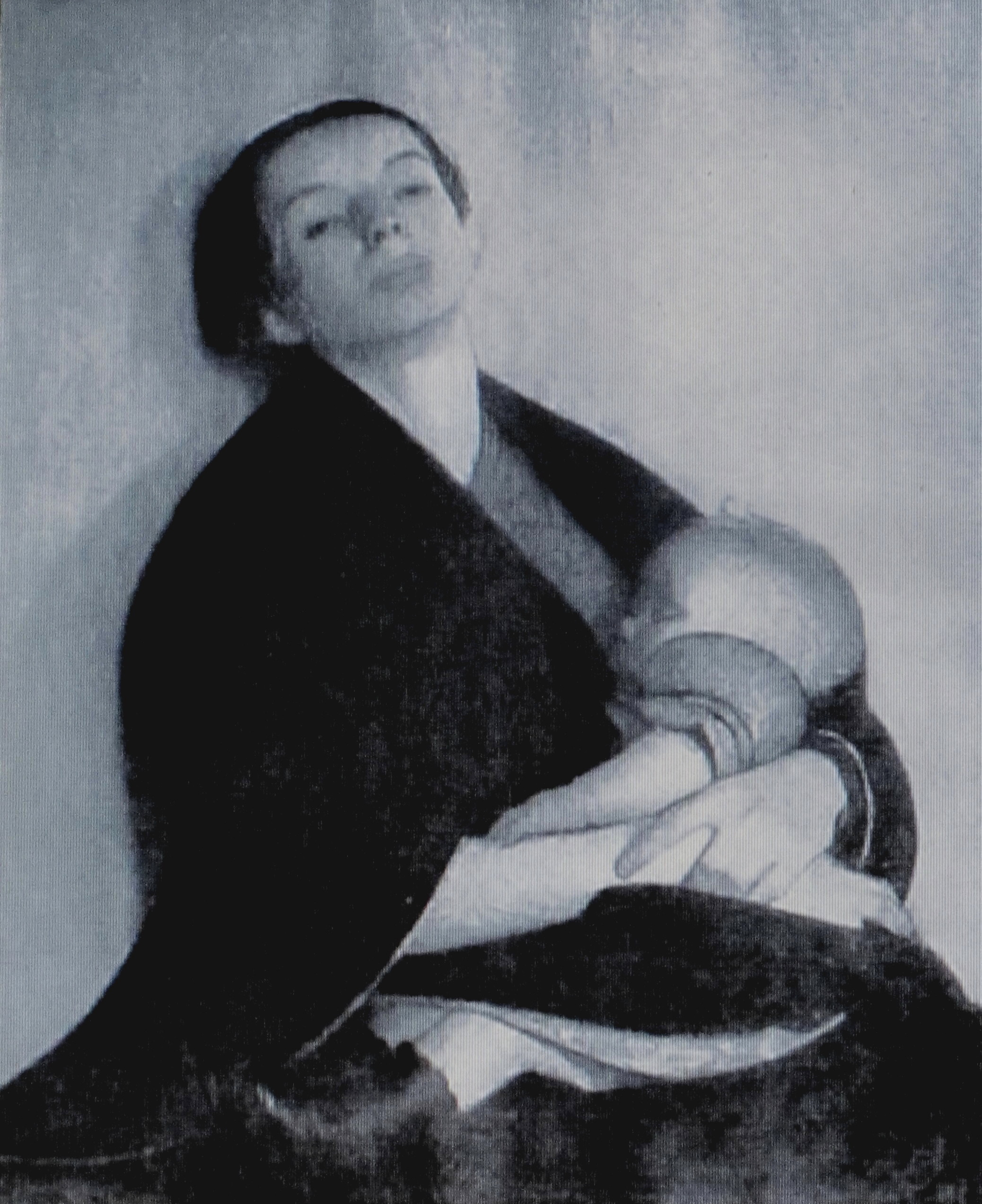
Maxwell Gordon Lightfoot, 'Madre e bambino', (1911)

Nel 1910 Lightfoot espose nella sezione  'bianco e nero'  alla Liverpool Autumn Exhibition e presentò tre paesaggi alla Winter Exhibition del 'New English Art Club'. Nel mese di febbraio 1911, insieme ad altri ex studenti della Slade School, partecipò ad una mostra collettiva presso la 'Alpine Club Gallery' di Mayfair, Londra, ricevendo particolari elogi nella recensione sul 'Times'.

Il lavoro di Lightfoot impressionò notevolmente l'artista Spencer Gore, tanto che, proprio su proposta di questi, Lightfoot fu invitato ad essere uno dei sedici membri fondatori del costituendo Camden Town Group. Lightfoot accettò e presentò quattro sue opere alla prima mostra organizzata dal gruppo alla Carfax Gallery nel giugno 1911. Due dei suoi dipinti,  'Mother and Child'  (Madre e bambino) e  'Boy with a Hoop, Frank'  (Bambino con un cerchio, Frank), apparivano chiaramente fuori dal contesto di tutte le altre opera esposte e dimostravano inequivocabilmente che il lavoro di Lightfoot era stilisticamente e tematicamente del tutto diverso da quello degli altri membri del gruppo. Subito dopo la chiusura della mostra, Lightfoot abbandonò il gruppo  e il suo posto fu in seguito preso da Duncan Grant.

### Il suicidio
Nel mese di dicembre 1910, Maxwell Gordon Lightfoot aveva conosciuto Lilian Kate Thompson, che posava come modella per vari artisti, e pochi mesi più tardi i due si erano fidanzati. Come ebbe ad affermare il suo amico Adrian Allinson, la Thompson era "notoriamente infedele", ma l'amore di Lightfoot per lei lo aveva reso cieco di ciò che era "conoscenza comune a tutti noi" e quando se ne rese conto, questo "lo spinse alla decisione estrema di suicidarsi".

Il 27 settembre 1911, all'età di 25 anni, Lightfoot, dopo una lite con la fidanzata, si tagliò la gola con una lametta nel suo alloggio, a Primrose Hill.

Il suo amico Christopher R.W. Nevinson disse poi di essere stato colpito dall'atteggiamento insensibile della Thompson: "Mi sono sentito smarrito, quando ho visto l'orgoglio della ragazza perché un uomo era morto per lei." L’inchiesta relativa si chiuse con un verdetto di "suicidio mentre era incapace di intendere".
Sebbene Lightfoot stesse preparando una mostra dei suoi lavori alla 'Carfax Gallery', nel suo studio non fu trovato nessun dipinto ed è presumibile che li abbia distrutti tutti prima di suicidarsi. Nel necrologio, apparso sul "Times" del 2 ottobre 1911, si affermava che: "Tutti gli artisti e i critici [....] sono d’accordo nel ritenere che Lightfoot avrebbe goduto di una carriera artistica fra le più brillanti ed al più alto livello."

## Eredità artistica
Nelle collezioni pubbliche si trovano solo pochi dipinti di Maxwell Gordon Lightfoot. La maggior parte dei suoi lavori sono presso la Walker Art Gallery, a Liverpool, dove nel 1972 è stata allestita una mostra retrospettiva dedicata all'artista.